# Cidariophanes persaturata
Cidariophanes persaturata är en fjärilsart som beskrevs av Paul Dognin 1911. Cidariophanes persaturata ingår i släktet Cidariophanes och familjen mätare. Inga underarter finns listade i Catalogue of Life.